# Short Empire
Short Empire – brytyjska pocztowa i pasażerska łódź latająca opracowana w drugiej połowie lat 30. XX wieku przez przedsiębiorstwo Short Brothers, w odpowiedzi na zamówienie rządu brytyjskiego na wodnosamolot, który zapewniłby łączność pocztową z posiadłościami imperium brytyjskiego w Afryce, Azji i Australii. Konstrukcja samolotu wykorzystana została przy projektowaniu wojskowej łodzi latającej Short Sunderland.
Pierwszy samolot oblatano 4 lipca 1936 roku i jeszcze w tym samym roku do Imperial Airways trafiły jego pierwsze egzemplarze. Łącznie do 1940 roku wyprodukowano 45 wodnosamolotów w czterech wersjach (S.23, S.26, S.30, S.33), które poza Imperial Airways (od 1939 BOAC) służyły w liniach QANTAS oraz TEAL. Pojedyncze egzemplarze były w czasie II wojny światowej wykorzystywane przez Royal Air Force oraz Royal Australian Air Force. Samoloty Empire zakończyły służbę wkrótce po zakończeniu wojny.
Wodnosamolot był czterosilnikowym górnopłatem o konstrukcji metalowej. Kadłub o podłodziu dwuredanowym mieścił pięcioosobową załogę, 24 pasażerów na miejscach siedzących lub 16 na miejscach leżących oraz 3500 kg ładunku.

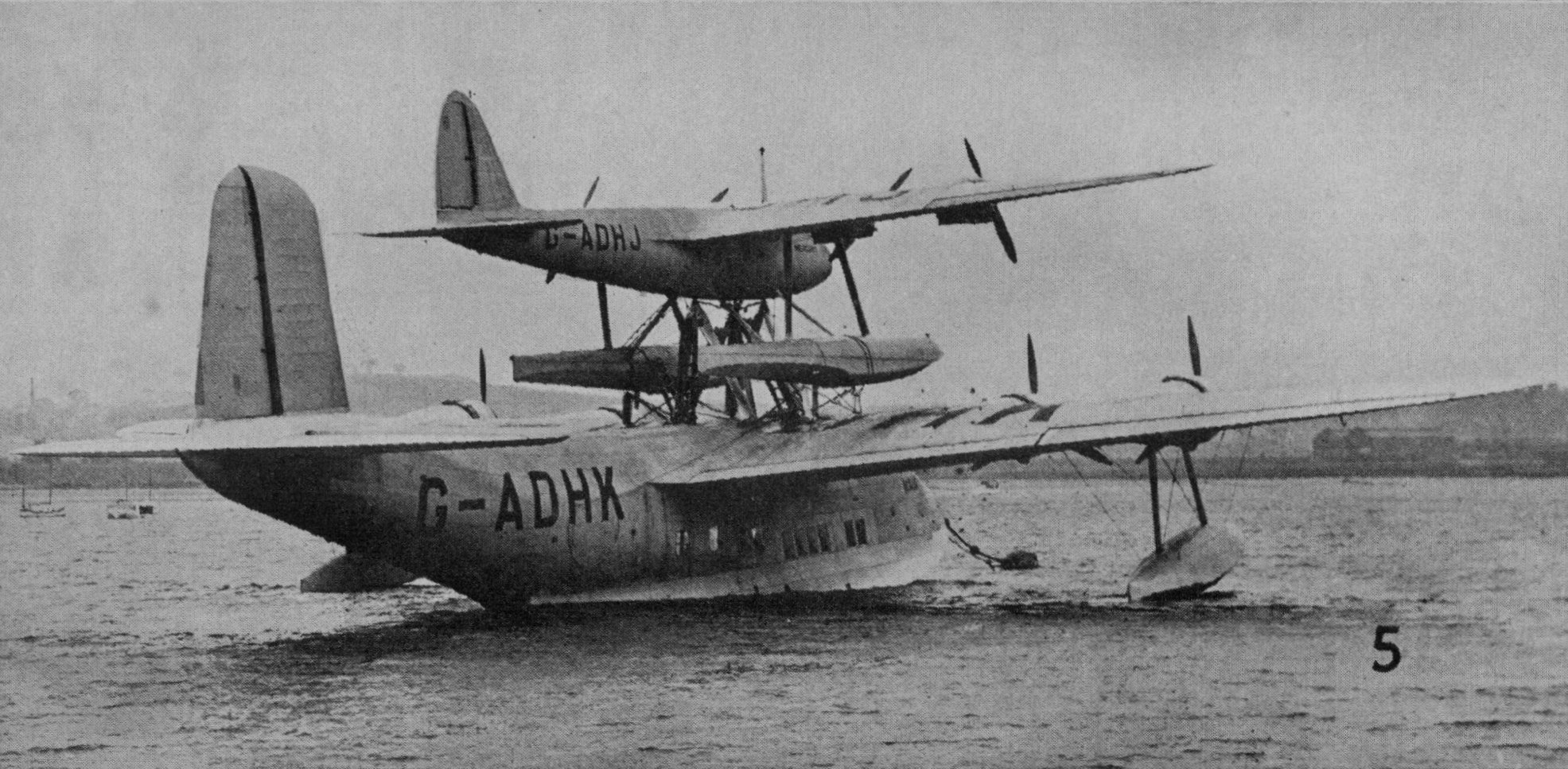
Wodnosamolot S.20 Mercury na grzbiecie łodzi latającej S.21 Maia, 1938

Ze względu na stosunkowo niewielki zasięg łodzi latającej, wynoszący 1200 km, kierownik techniczny Imperial Airways, Robert H. Mayo polecił umieszczenie na grzbiecie jednego z samolotów Empire (oznaczonego S.21 Maia) mniejszego wodnosamolotu S.20 Mercury, który po wystartowaniu i wzniesieniu się na odpowiednią wysokość odczepiał się i samodzielnie kontynuował lot z 455-kg ładunkiem poczty, lecąc na odległość 6000 km. Tak połączone samoloty wykonywały loty w latach 1938-1939, 6 października 1938 roku bijąc rekord odległości przelecianej przez wodnosamolot bez lądowania – 9726 km.